# Korkio
Korkio är en udde i Finland. Den ligger i Karleby i landskapet Mellersta Österbotten, i den centrala delen av landet, 400 km norr om huvudstaden Helsingfors.
Terrängen inåt land är mycket platt. Havet är nära Korkio åt nordväst. Runt Korkio är det mycket glesbefolkat, med 6 invånare per kvadratkilometer. Närmaste större samhälle är Lochteå, 3,9 km väster om Korkio. I omgivningarna runt Korkio växer i huvudsak blandskog.